# Pretschwitz
Pretschwitz ist ein Ortsteil der Gemeinde Rauschwitz im Saale-Holzland-Kreis in Thüringen.

## Geografie
Zwischen  dem Tautenburger Forst und den bewaldeten Anhöhen um Törpla und Petersberg liegt ein Ackerbaugebiet, das einst Mönche mit Bauern und Sorben urbar machten. In einer kleinen Erosionsrinne liegen die Weiler Pretschwitz, Döllschütz und Aubitz, die aus damaligen betrieblichen Gründen verstreut angelegt worden sind. Heute sind sie verkehrsmäßig durch andere Technologien und Wegeverhältnisse gut angeschlossen. Die Bundesautobahn 9 mit Anschluss bei Eisenberg führt unmittelbar vorbei. Die Bundesstraße 7 streift die Gemarkung des Weilers südlich. Die Landesstraße 1070 führt westlich durch die Gemarkung. Der Wethau-Bach aus Hohendorf kommend hat hier auch seinen Lauf.

## Geschichte
Die urkundliche Ersterwähnung des Weilers erfolgte im September 1230. Pretschwitz gehörte zum wettinischen Kreisamt Eisenberg, welches aufgrund mehrerer Teilungen im Lauf seines Bestehens unter der Hoheit verschiedener Ernestinischer Herzogtümer stand. 1826 kam der Ort mit dem Südteil des Kreisamts Eisenberg und der Stadt Eisenberg vom Herzogtum Sachsen-Gotha-Altenburg zum Herzogtum Sachsen-Altenburg. Ab 1920 gehörte er zum Freistaat Thüringen.
Die landwirtschaftlichen Betriebe gingen auch den ostdeutschen Weg und fanden nach der deutschen Wiedervereinigung neue Strukturen. Die bäuerliche Agrargenossenschaft Abtei bewirtschaftet die Felder. In Pretschwitz befindet sich ein Reiterhof mit 40 Pferden. Der Pferdesportverein Pretschwitz gründete sich 1993 und besitzt eine Rennstrecke, auf der Turniere stattfinden.